# Saint-Martin-Petit
Saint-Martin-Petit település Franciaországban, Lot-et-Garonne megyében. Lakosainak száma 624 fő (2022. január 1.). Saint-Martin-Petit Saint-Michel-de-Lapujade, Lamothe-Landerron, Jusix, Lagupie és Sainte-Bazeille községekkel határos.

## Népesség
A település népessége az elmúlt években az alábbi módon változott:
| Lakosok száma | 238  | 342  | 384  | 404  | 502  | 545  | 586  | 613  | 617  | 624  |
|               | 1968 | 1982 | 1990 | 2006 | 2013 | 2015 | 2017 | 2019 | 2020 | 2022 |